# Cryptocephalus floralis
Cryptocephalus floralis là một loài bọ cánh cứng trong họ Chrysomelidae. Loài này được Krynicki miêu tả khoa học năm 1834.